# Natalia Lafourcade
María Natalia Lafourcade Silva, née le 26 février 1984 à Mexico, est une auteure-compositrice-interprète mexicaine, figure majeure de la scène contemporaine latino américaine. 
Elle a reçu plusieurs prix internationaux, notamment plusieurs Grammy Awards et MTV Video Music Awards.

## Famille
Ses parents sont tous deux musiciens. Sa mère, María del Carmen Silva Contreras, est une pianiste spécialisée en pédagogie musicale originaire de Veracruz (État). Elle a développé la "méthode Macarsi", une approche qui envisage l'apprentissage musical des enfants comme un moyen de développement intégral, agissant sur les volets intellectuel, social, affectif et moteur. La première à en avoir bénéficié est Natalia Lafourcade, après un grave accident de cheval survenu lorsqu'elle avait 6 ans.
Son père, Gastón Lafourcade Valdenegro, est un pianiste, claveciniste et organiste chilien exilé au Mexique depuis le Coup d'État de 1973 au Chili. Il a enseigné à l'Université nationale autonome du Mexique à la Faculté des Beaux-Arts de l'Université autonome de Querétaro. 

## Carrière musicale
Inscrite à des cours de musique dès son enfance (flûte, piano, guitare, saxophone, chant), Natalia Lafourcade apprend la musique très jeune. Adolescente, elle rejoint Twist, un groupe pop féminin qui se sépare un an plus tard .
Elle est repérée par un producteur au début des années 2000, et sort son premier album solo, sobrement appelé Natalia Lafourcade, le 8 juillet 2002.
En 2015, son album Hasta la Raíz (2015) lui a permis d'obtenir un Grammy Award for Best Latin Rock, Urban or Alternative Album (en).
Sa chanson à succès Remember Me, dans Coco, film d'animation de Pixar-Disney, a remporté l'Oscar 2018 de la meilleure chanson originale,.

## Engagement
Un canto por México est un projet musical caritatif que Natalia Lafourcade consacre en faveur de la reconstruction du Centre de documentation du Son Jarocho, qui en 2017 a été gravement touché par deux tremblements de terre,.  Cet endroit est le garant du patrimoine musical mexicain : il abrite des archives et de nombreux instruments folkloriques et se charge aussi de l'organisation du festival Son Jarocho à Jáltipan. Pour soutenir la reconstruction, des demandes de financement ont été créées sur Internet. La chanteuse Natalia Lafourcade a également organisé le concert Un canto por México à Anaheim, en Californie, dans lequel tous les bénéfices ont été reversés à l'effort de reconstruction. Le concert a eu la participation de Mon Laferte, Carlos Rivera, Augusto Bracho et d'autres personnalités.
Natalia Lafourcade crée une polémique en s'opposant sur les réseaux sociaux au changement d'itinéraire du Train Maya car, selon elle ce train détruirait la flore et la faune de la région,.

## Cinéma
Natalia Lafourcade fait ses débuts au cinéma avec une apparition de quelques minutes en officier de police dans Annette de Leos Carax,.

## Discographie
- Natalia Lafourcade (2003)
- Casa (2005)
- Las 4 Estaciones del Amor (2008)
- Hu Hu Hu (2009)
- Mujer Divina, Homenaje a Agustín Lara (2012)[14]
- Hasta la Raíz (2015)
- Musas (2017)
- Musas Vol 2 (2018)
- Un canto por México, vol. I (2020)
- Un canto por México, vol. II (2021)
- Un canto por México, El Musical (2021)
- De Todas las Flores (2022)
- Cancionera (2025)

## Filmographie
- 2021 : Annette de Leos Carax : une officier de police